# (36386) 2000 OE32
2000 OE32 (asteroide 36386) é um asteroide da cintura principal. Possui uma excentricidade de 0.19402560 e uma inclinação de 3.45967º.
Este asteroide foi descoberto no dia 30 de julho de 2000 por LINEAR em Socorro.